# Ropušnička kolébavá
Ropušnička kolébavá (Ablabys taenianotus) je paprskoploutvá ryba z čeledi Tetrarogidae.
Druh byl popsán roku 1829 francouzským přírodovědcem Georgesem Cuvierem

## Popis a výskyt
Dosahuje maximální délky 15 cm.
Tělo může mít krémovou až tmavě hnědnou barvu s nepravidelnými skvrnami. Je obdařena hřbetní ploutví táhnoucí se od temene hlavy až po základnu ocasní ploutve. Trny hřbetní ploutve jsou jedovaté.
Byla nalezena ve vodách východního Indického oceánu a západního Tichého oceánu; od Andamanského moře po Fidži, na sever po Japonsko a na jih po Austrálii. Lze ji nalézt v hloubce 1-78 m. Obývá mělké, přílivové oblasti s písčitými sutěmi a porosty mořské trávy (vochovité [Zosteraceae]).
Je nočním druhem a při lovu napodobuje suché listí. Žije buď samotářsky, nebo v párech. Živí se malými krevetami a dalšími drobnými korýši.